# Banklady (Film)
Banklady ist ein deutscher Kriminalfilm von Regisseur Christian Alvart aus dem Jahr 2013. Erzählt wird die wahre Geschichte von Gisela Werler, die als erste deutsche Bankräuberin in die Schlagzeilen geriet und von der Öffentlichkeit als „Banklady“ bezeichnet wurde.

## Handlung
Im  Hamburg der 1960er Jahre arbeitete Gisela Werler als Packerin in einer Tapetenfirma. Sie lebt mit ihren Eltern in einer kleinen Wohnung und hat wenige soziale Kontakte. Über ihren Kollegen Uwe lernt sie Hermann Wittorf kennen. Sie erliegt seinem Charme und lässt sich auch nicht davon abschrecken, dass er Bankräuber ist. Schnell wird sie erst zur Mittäterin und dann zur treibenden Kraft bei den Überfällen mit Hermann und Uwe. Da sie immer mit Perücke, Sonnenbrille und vorgehaltener Pistole in den Bankfilialen höflich die Herausgabe des Geldes fordert, wird sie von der Presse die „Banklady“ genannt. Da sich die Überfälle in Hamburg und im Umland häufen, wird Kommissar Fischer auf die Bankräuber angesetzt. Gisela wird immer mutiger durch ihre Rolle der „Banklady“ und sie überfällt eine Bank während der Hochzeit von Beatrix, da in dieser Zeit die meisten Menschen die Hochzeit verfolgen. Nach längerer erfolgloser Fahndung kommt es bei einem Überfall zu Komplikationen: Die Angestellten der Bank leisten Widerstand. Es folgt ein längerer Schusswechsel und die überhastete Flucht der Bankräuber. Bei einem so verursachten Autounfall werden die Täter von der Polizei gestellt. Alle drei werden zu langjährigen Haftstrafen verurteilt. Später heiraten Gisela und Hermann im Gefängnis.

## Kritiken
Filmstarts: „Die „Banklady“ muss man einfach mögen! Christian Alvart liefert mit seinem stark besetzten, nostalgieschwangeren Thriller-Liebesdrama sympathisches deutsches Popcorn-Kino mit hohem Unterhaltungswert.“
Frankfurter Neue Presse: „Alvart – der unter anderem für die Tatort-Krimis um Nick Tschiller (Till Schweiger) auf dem Regiestuhl saß – machte aus der spektakulären Geschichte einen sehenswerten Gangsterfilm, wobei ihm viele Eindrücke der späten Adenauerzeit gelangen. Ein vergessener Koffer ihres Verehrers (Andreas Schmidt) wird zum Auslöser Gisela Werlers Ausbruchs aus ihrem engen Elternhaus mit verhärmter Mutter und dem von Krieg versehrten Vater. Charly Hübner, als Polizeiruf-Kommissar sonst auf der richtigen Seite des Gesetzes aktiv, mimt den Wittorff.  Erwartungsgemäß macht er das ausgezeichnet. Und noch besser gefällt Nadeshda Brennicke als Gisela: Gerade ihre glaubwürdige Wandlung von der hübschen grauen Maus zur nervenstarken Femme Fatale macht einen Großteil der authentischen Wirkung des Films aus.“
Die Deutsche Film- und Medienbewertung FBW in Wiesbaden verlieh dem Film das Prädikat wertvoll.